# Senna roemeriana
Senna roemeriana är en ärtväxtart som först beskrevs av Scheele, och fick sitt nu gällande namn av Howard Samuel Irwin och Rupert Charles Barneby. Senna roemeriana ingår i släktet sennor, och familjen ärtväxter. Inga underarter finns listade i Catalogue of Life.